# Euxoa ontario
Euxoa ontario är en fjärilsart som beskrevs av Smith 1900. Euxoa ontario ingår i släktet Euxoa och familjen nattflyn. Inga underarter finns listade i Catalogue of Life.